# Saikou Touray
Saikou Touray (6 giugno 2000) è un calciatore gambiano, centrocampista del Grenoble.

## Carriera
Ha giocato nella massima serie israeliana.

## Statistiche

### Presenze e reti nei club
Statistiche aggiornate al 25 ottobre 2023.
| Stagione        | Squadra            | Campionato      | Campionato | Campionato | Coppe nazionali | Coppe nazionali | Coppe nazionali | Coppe continentali | Coppe continentali | Coppe continentali | Altre coppe | Altre coppe | Altre coppe | Totale | Totale |
| Stagione        | Squadra            | Comp            | Pres       | Reti       | Comp            | Pres            | Reti            | Comp               | Pres               | Reti               | Comp        | Pres        | Reti        | Pres   | Reti   |
| --------------- | ------------------ | --------------- | ---------- | ---------- | --------------- | --------------- | --------------- | ------------------ | ------------------ | ------------------ | ----------- | ----------- | ----------- | ------ | ------ |
| 2019-2020       | Sektzia Ness Ziona | LH              | 23         | 2          | CI+CdL          | 0+4             | 0+1             | -                  | -                  | -                  | -           | -           | -           | 27     | 3      |
| lug.-ott. 2020  | Maccabi Haifa      | LH              | 2          | 0          | CI+CdL          | 0+4             | 0               | UEL                | 0                  | 0                  | -           | -           | -           | 6      | 0      |
| ott. 2020-2021  | Ironi K. Shmona    | LH              | 28         | 0          | CI+CdL          | 1+0             | 0               | -                  | -                  | -                  | -           | -           | -           | 29     | 0      |
| 2021-2022       | Hapoel Haifa       | LH              | 24         | 0          | CI+CdL          | 1+0             | 0               | -                  | -                  | -                  | -           | -           | -           | 25     | 0      |
| 2022-2023       | Grenoble           | L2              | 26         | 0          | CF              | 3               | 0               | -                  | -                  | -                  | -           | -           | -           | 29     | 0      |
| 2023-2024       | Grenoble           | L2              | 7          | 1          | CF              | -               | -               | -                  | -                  | -                  | -           | -           | -           | 7      | 1      |
| Totale Grenoble | Totale Grenoble    | Totale Grenoble | 33         | 1          |                 | 3               | 0               |                    | -                  | -                  |             | -           | -           | 36     | 1      |
| Totale carriera | Totale carriera    | Totale carriera | 110        | 3          |                 | 13              | 1               |                    | 0                  | 0                  |             | -           | -           | 123    | 4      |